# Diane Mizumi
Diane Mizumi Mwinga a été élue Miss Congo (Kinshasa) 2006 à 23 ans au Grand hôtel de Kinshasa. Elle est née le 4 mars 1983 et a grandi à Lubumbashi en République démocratique du Congo. Elle est étudiante en communication. Mizumi est la fille de Willy Mizumi et Marie-Grégoire Tambila.